# Pascual de Andagoya
Pascual de Andagoya (Andagoia, Àlaba, 1495 - Cuzco, 18 de juny de 1548) fou un adelantado i conquistador castellà que participà en les conquestes de Panamà, Colòmbia i el Perú, on desenvolupà diversos càrrecs colonials.

## Biografia
L'11 d'abril de 1514, amb tan sols 19 anys, es va embarcar cap al Nou Món, sota el comandament de Pedro Arias Dávila, en una flota de 22 naus i més de 2.000 homes que tenia com a objectiu colonitzar l'Amèrica Central.
Va participar en la fundació de Panamà, junt amb 400 colons el 1519. Posteriorment es desplaçà cap al sud del litoral colombià fins a San Juan, d'on fou governador i on s'assabentà de l'existència de l'Imperi Inca en un llunyà territori anomenat Pirú. El 1522 intentà la seva conquesta, però l'expedició acabà en un estrepitós fracàs.
El 1524 Francisco Pizarro, en associació amb Diego de Almagro i Hernando de Luque llançaren una nova expedició per tal de conquerir l'Imperi Inca. Es van repartir les responsabilitats de l'expedició: Pizarro la comandaria, Almagro s'encarregaria del proveïment militar i d'aliments, i Luque estaria al càrrec de les finances i la provisió d'ajuda. Hi ha notícies d'un quart associat, el llicenciat Espinosa, que no va voler figurar oficialment i que hauria estat el principal financer de les expedicions cap al Perú.
Andagoya va ser recompensat el 1539 per Carles I amb el càrrec de visitador d'indis, càrrec que va aplicar amb un zel molt rigorós. El 1540 fou proclamat governador de Popayán, càrrec que ocupà fins al 1542, quan el governador legítim Sebastián de Belalcázar el derrocà del seu càrrec, alhora que l'empresonava. Va morir a Cuzco el 18 de juny de 1548.